# エウアドネー
エウアドネー（古希: Εὐάδνη, Euadnē）は、ギリシア神話の女性である。長母音を省略してエウアドネとも表記される。主に以下の4人が知られている。
- ストリューモーンの娘
- ピタネーの娘
- イーピスの娘
- ペリアースの娘

以下に説明する。

## ストリューモーンの娘
このエウアドネーは、トラーキアの河神ストリューモーンとネアイラの娘で、アルゴス市の名祖アルゴスとの間にエクバソス、ペイラース、エピダウロス、クリアーソスを生んだ。あるいはエクバソス、ピラントス、クリアーソスを生んだ。

## ピタネーの娘
このエウアドネーは、ラコーニア地方の河神エウロータスの娘ピタネーとポセイドーンの子。生後すぐにアルカディア王アイピュトスに預けられ、養育されたのちに、アポローンに愛されてイアモスを生んだ。イアモスはオリュムピアの神官家の一族で、ギリシア各地に分家を持つイアミダイの祖となった。

## イーピスの娘
このエウアドネーは、アルゴス王イーピスの娘で、エテオクロスと兄弟。テーバイ攻めの7将の1人カパネウスと結婚し、ステネロスを生んだ。一説にピュラコスの娘ともいう。
カパネウスがテーバイとの戦争中にゼウスの雷に打たれて死んだとき、夫を愛するあまり、火葬の炎に飛び込んで焼死した。後にアイネイアースは冥府の嘆きの野と呼ばれる場所でエウアドネーの姿を目撃している。

## ペリアースの娘
このエウアドネーは、イオールコス王ペリアースの娘で、アルケースティス、アムピノメーと姉妹。メーデイアに騙されて、若返りを信じてアムピノメーとともに父を殺してしまうが、イアーソーンの寛大な処置によって罪を許され、イアーソーンの縁組でポーキス地方の王カネースに嫁いだ。